# Overkill
Overkill este o formație americană de thrash metal înființată în 1980 în New Jersey. A scos albumul de studio de debut în 1984. Discografia Overkill include 15 albume de studio, 2 albume live, 2 EP-uri și un album de cover-uri.
Alături de Anthrax, este una dintre cele mai celebre formații de thrash din East Coast (Dan Spitz, fost membru Anthrax, a fost și membru Overkill).

## Membri
Membri actuali
- Bobby "Blitz" Ellsworth – lead vocal (1980–prezent)
- D.D. Verni – chitară bas, voce de fundal (1980–prezent)
- Dave Linsk – chitară, backvocal (1999–prezent)
- Derek "The Skull" Tailer – chitară ritmică, back vocal (2002–prezent)
- Ron Lipnicki – baterie (2005–prezent)

Foști membri
- Robert "Riff Thunder" Pisarek – chitară (1980–1981)
- Dan Spitz – chitară (1981)
- Anthony Ammendola - chitară (1981)
- Rich Conte – chitară (1981-1982)
- Mike Sherry - chitară (1981-1982)
- Rat Skates – baterie (1980–1987)
- Joe – chitară (1982)
- Bobby Gustafson – chitară (1982–1990)
- Mark Archibole – baterie (1987)
- Sid Falck – baterie (1987–1992)
- Rob Cannavino – chitară (1990–1995)
- Merritt Gant – chitară (1990–1995)
- Andy Jones – baterie (1992–1993)
- Tim Mallare – baterie (1993–2005)
- Joe Comeau – chitară, vocal (1995–1999)
- Sebastian Marino – chitară (1995–1999)

## Discografie
- Overkill (EP) (1984)
- Feel the Fire (1985)
- Taking Over (1987)
- Under The Influence (1988)
- The Years of Decay (1989)
- Horrorscope (1991)
- I Hear Black (1993)
- W.F.O. (1994)
- The Killing Kind (1996)
- From the Underground and Below (1997)
- Necroshine (1999)
- Bloodletting (2000)
- Killbox 13 (2003)
- ReliXIV (2005)
- Immortalis (2007)
- Ironbound (2010)
- The Electric Age (2012)
- White Devil Armory (2014)
- The Grinding Wheel (2017)
- The Wings of War (2019)
- Scorched (2023)